# Yves Cornière

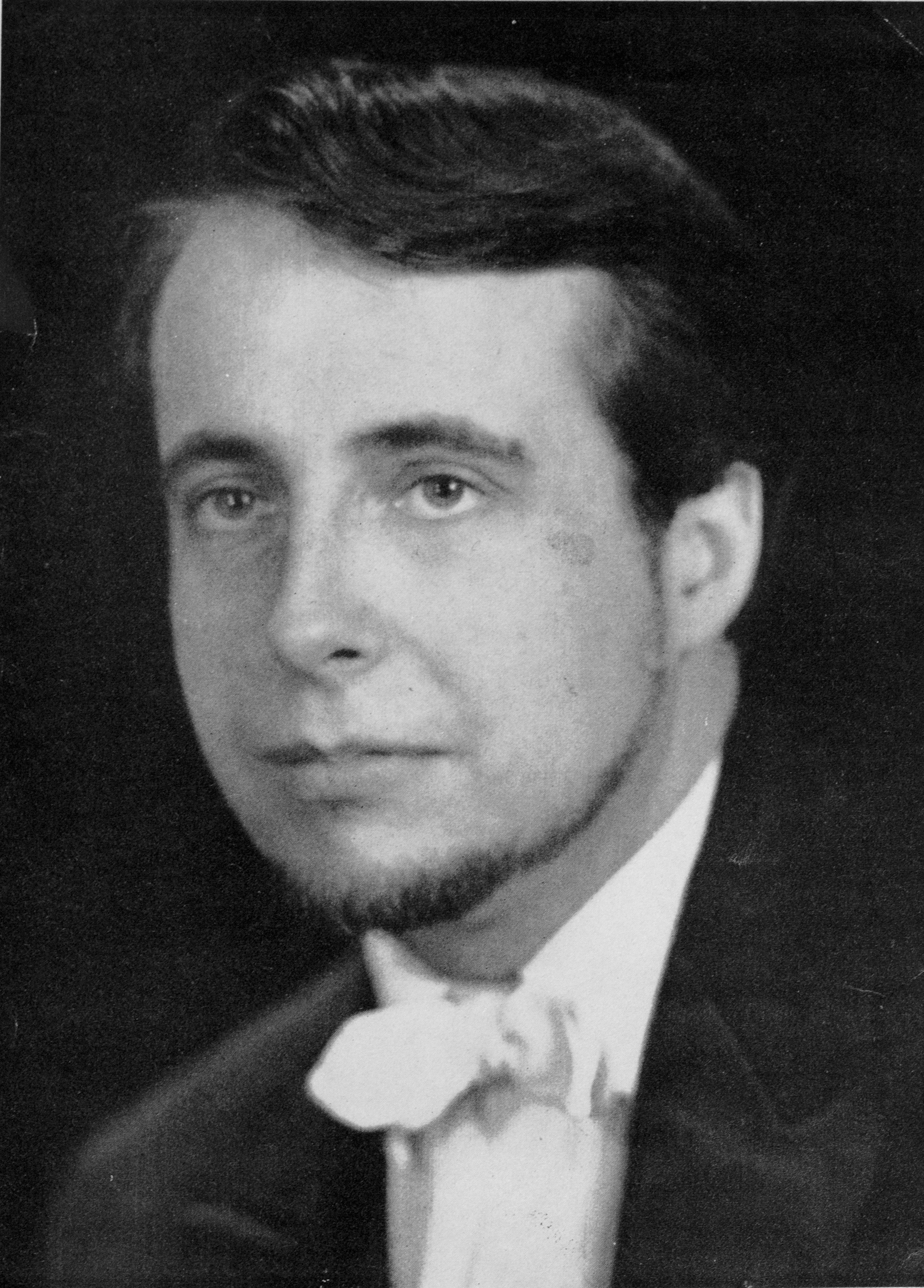
Yves Cornière

Yves Cornière (* 29. Oktober 1934 in Paris; † 29. November 2011 ebenda) war ein französischer Kirchenmusiker und Komponist.

## Leben
Yves Cornière war der Sohn des Organisten André Cornière und der Pianistin Simone Tissier; seine Schwester war Anne Sendrez. 
Seinen ersten musikalischen Unterricht hatte Cornière bei seinem Vater, der Organist und Kapellmeister an der Pariser Kirche Saint-Lambert de Vaugirard (15. Arrondissement) war. Cornière studierte am Pariser Konservatorium und gewann 1963 den Premier Grand Prix de Rome, mit dem „poème lyrique“ Les hommes sur la terre. Nach dem mit dem Preis verbundenen Aufenthalt in der Villa Medici in Rom (1964–1967) übernahm er die Stelle seines Vaters als Organist an der 1899 von Louis Debierre erbauten Orgel.
Cornière wirkte bis 1999 als Kirchenmusiker. Er komponierte in der Zeit viele Werke für den liturgischen Gebrauch. Bekannt wurde Salomé aus dem Jahr 1965 für Gesang und Orchester nach einer Dichtung von Henri de Régnier.